# Foveosculum acutum
Foveosculum acutum är en stekelart som beskrevs av Heinrich 1967. Foveosculum acutum ingår i släktet Foveosculum och familjen brokparasitsteklar. Inga underarter finns listade i Catalogue of Life.